# Réztorkú nektármadár
A réztorkú nektármadár (Leptocoma calcostetha) a madarak osztályának a verébalakúak (Passeriformes) rendjébe, ezen belül a nektármadárfélék (Nectariniidae) családjába tartozó nem.

## Rendszerezése
A fajt William Jardine skót ornitológus írta le 1842-ben, a a Nectarinia nembe Nectarinia calcostetha néven.

## Előfordulása
Brunei, Kambodzsa, Indonézia, Malajzia, Mianmar, a Fülöp-szigetek, Thaiföld és Vietnám területén honos. 
Természetes élőhelyei a szubtrópusi és trópusi síkvidéki esőerdők, mangroveerdők, ártéri erdők, másodlagos erdők, parti növényzet, valamint művelt területek. Állandó, nem vonuló faj.

## Megjelenése
Átlagos testhossza 13 centiméter.

## Életmódja
Nektárral és ízeltlábúakkal táplálkozik.

## Természetvédelmi helyzete
Az elterjedési területe nagyon nagy, egyedszám pedig stabil. A Természetvédelmi Világszövetség Vörös listáján nem fenyegetett fajként szerepel.